# افشین (شهر)
افشین (به ترکی استانبولی: Afşin) شهری است در کشور ترکیه که در استان قهرمان مرعش واقع شده‌است. جمعیت این شهر بر اساس سرشماری سال ۲۰۰۸ میلادی ۳۸٬۴۰۹ نفر و بر اساس برآوردهای سال ۲۰۰۹ میلادی ۳۸٬۱۹۳ نفر می‌باشد.